# Краново
Краново (болг. Краново) — село в Болгарии. Находится в Силистренской области, входит в общину Кайнарджа. Население составляет 128 человек.

## Политическая ситуация
В местном кметстве Краново, в состав которого входит Краново, должность кмета (старосты) исполняет Марин Василев Маринов (Болгарская социалистическая партия (БСП)) по результатам выборов правления кметства.
Кмет (мэр) общины Кайнарджа — Любен Жеков Сивев (инициативный комитет) по результатам выборов в правление общины.